# Marjosaari (ö i Södra Savolax, S:t Michel, lat 61,41, long 27,57)
Marjosaari är en ö i Finland. Den ligger i sjön Saimen och i kommunen Sankt Michel i den ekonomiska regionen  S:t Michel och landskapet Södra Savolax, i den södra delen av landet, 200 km nordost om huvudstaden Helsingfors. Öns area är 2,3 hektar och dess största längd är 260 meter i sydöst-nordvästlig riktning.